# Herman Frazier
Herman Ronald Frazier (Philadelphia, Pennsylvania, 1954. október 29. –) amerikai atléta, futó, az 1976-os montréali olimpia aranyérmese 4 × 400 méteres váltófutásban, és harmadik a 400 méteres síkfutásban.

## Pályafutása
Frazier a sportolást a philadelphiai Germantown High Schoolban kezdte. Itt több sportágban is kipróbálta magát. Az atlétika iránt az egyetemi évei alatt kötelezte el magát véglegesen.
1975-ben tagja volt az amerikai atlétacsapatnak a pánamerikai játékokon, ahol a 4 × 400 méteres váltóval első lett. Ezt a sikerét megismételte 1979-ben is. Az 1976-os montréali olimpián szintén a váltószámban olimpiai bajnok lett, ugyanitt 400 méteres síkfutásban harmadik helyen végzett. 1980-ban szintén csapattag volt, de a bojkott miatt nem vehetett részt a moszkvai olimpián.
A civil életben 1977-től tanársegédként dolgozott az Arizona State Universityn, ahonnan sportigazgatóként távozott 23 év után. Később más egyetemeken hasonló munkakörök feladatait látta el. 1996-ban az Egyesült Államok Olimpiai Bizottságába alelnöknek választották. Csapatvezetőként részt vett a sydney-i és az athéni olimpián.

## Fordítás
Ez a szócikk részben vagy egészben  a   Herman Frazier című angol Wikipédia-szócikk fordításán alapul.  Az eredeti cikk szerkesztőit annak laptörténete sorolja fel. Ez a jelzés csupán a megfogalmazás eredetét és a szerzői jogokat jelzi, nem szolgál a cikkben szereplő információk forrásmegjelöléseként.